# Will of the People (canción)
«Will of the People» es una canción de la banda de rock alternativo británica Muse, lanzada a través de Warner Records el 1 de junio de 2022 como tercer sencillo de su noveno álbum «Will of the People».

## Composición
«Will of the People» ha sido descrita como una canción de "himno" glam rock. Rítmicamente, la canción ha sido comparada con «The Beautiful People» de Marilyn Manson y «Summertime Blues» de Eddie Cochran. «Will of the People» también ha sido comparada con otras canciones de Muse, como «Uprising», «Psycho», «Pressure» y «New Kind of Kick».
La canción comienza con una multitud cantando repetidamente "the will of the people" ("la voluntad del pueblo"). Esta es una característica que se repite a lo largo de la pista, formando tanto el puente de la canción como los coros de los versos. Debido a que la canción se grabó durante la cuarentena por el Covid-19, el coro fue grabado en remoto por familiares y amigos de la banda, siendo formado por 150 pistas de audio. La canción también incluye varios "oohs" y "woahs" de fondo, incluyendo un grito alrededor de la marca 2:41. La canción está escrita en La Mayor y tiene un tiempo de 130BPM. 
El riff principal fue tocado ocasionalmente en directo durante la gira de «Simulation Theory».
La canción incorpora la guitarra Telecaster de Jeff Buckley, la cual Bellamy adquirió durante la pandemia.

## Significado
Aunque suele ser interpretada como una canción más sobre revoluciones, «Will of the People» es en realidad lo contrario. La canción representa la otra cara de la moneda de la revolución, y está inspirada en el asalto al Capitolio de Estados Unidos de 2021 de 2021. Adicionalmente, el sencillo fue lanzado el 1/6, que es la inversión de 6/1, fecha en la que el asalto tuvo lugar.
En una entrevista para la NME, Bellamy explicó:

Es como una parodia del populismo, casi la antítesis de «Uprising». Mientras que «Uprising» era casi populista, pero lo tomaba en serio, «Will of the People» es casi como, "¿Sabemos ya que somos estúpidos? ¿Sabemos lo ridículo que esto suena y se ve?". Dentro de mí, siempre ha habido un poco de conflicto entre el deseo de democracia directa y más poder real para el pueblo, pero al mismo tiempo darme cuenta de que a veces la gente puede estar loca.

Esta sátira se puede entrever en líneas como "We'll throw the baby out with the bathwater", una expresión inglesa que significa deshacerse de algo valioso al mismo tiempo que se elimina algo indeseado. Es, por tanto, una advertencia sobre la importancia de no perder algo esencial o beneficioso en el proceso de intentar deshacerse de lo negativo. Durante el puente, también se puede oír a Bellamy cambiar "will of the people" por "will of the sheeple" ("la voluntad del rebaño, gente que se limita a repetir lo que dicen los demás"). 

## Lanzamiento
El mismo día del lanzamiento del sencillo, Muse anunció una serie de siete conciertos íntimos en pequeños lugares de Europa y América del Norte para octubre de 2022, antes del inicio de la gira mundial de Will of the People.

## Video musical
El video musical de "Will of the People" se lanzó el 1 de junio de 2022 a las 15:00 BST (UTC+1), el mismo día que se lanzó el sencillo. El video musical de "Will of the People" es una continuación de los videos de los sencillos anteriores "Won't Stand Down" y "Compliance", continuando con los mismos temas y siguiendo a los mismos personajes.
El video, dirigido y animado por Tom Teller, está ambientado en una ciudad distópica en la que tiene lugar una revolución. El vídeo comienza con una persona que recibe una máscara metálica, la misma que aparece en los videos musicales de "Won't Stand Down" y "Compliance". Más tarde se revela que es Will the Hacker, el líder de la revolución. A medida que avanza el video, un número creciente de revolucionarios avanza por la ciudad, destruyendo cámaras de seguridad, rociando graffiti con el logo de la canción en las paredes, derribando estatuas y atacando el edificio perteneciente al Ministerio de la Verdad, en referencia a George Orwell y su novela distópica 1984. Mientras el edificio del Ministerio de la Verdad explota y continúa ardiendo, el suministro de electricidad de la ciudad y las señales de telefonía móvil se cortan en un intento de sofocar la revolución. Los líderes de la revolución salen de la ciudad en superdeportivos futuristas, parecidos a los Tesla Cybertrucks, y se dirigen al desierto mientras el horizonte de la ciudad arde detrás de ellos. En el desierto, los revolucionarios encuentran tres estatuas antiguas de los rostros de los miembros de la banda Matt Bellamy, Dominic Howard y Chris Wolstenholme tallados al estilo del Monte Rushmore; se destruyen tirándolos al suelo con cables, antes de cubrirlos con el grafiti del logotipo "Voluntad del pueblo". Tres miembros se quitan las máscaras y se revelan como miembros de Muse, indicando que ellos son idénticos al régimen que pretendían destruir.
El vídeo hace referencia a múltiples formas de cultura popular; así como a «1984» de George Orwell, «V for Vendetta» y «Blade Runner 2049».